# Ludwik Baum
Ludwik Baum herbu Bem (ur. ok. 1668, zm. ok. 1754) – cześnik płocki w 1736 roku.